# Handball-Bundesliga 2012-2013
L'Handball-Bundesliga 2012 - 2013 è stata la 63ª edizione del torneo di primo livello del campionato tedesco di pallamano maschile.

Esso venne organizzato dalla DHB.

La competizione è iniziata il 24 agosto 2012 e si è conclusa l'8 giugno 2013.

Il torneo fu vinto dal THW Kiel per la 18ª volta nella sua storia.

A retrocedere in 2. Handball-Bundesliga 2013-2014 furono il TV Grosswallstadt, il TV 1893 Neuhausen e il TUSEM Essen.

## Formula del torneo
Il campionato si svolse tra 18 squadre che si affrontarono con la formula del girone unico all'italiana con partite di andata e ritorno.

Per ogni incontro i punti assegnati in classifica sono così determinati:
- due punti per la squadra che vinca l'incontro;
- un punto per il pareggio;
- zero punti per la squadra che perda l'incontro.

La squadra 1ª classificata al termine del campionato fi proclamata campione di Germania.

## Squadre partecipanti
| Città         | Club                     | Palasport                             | Stagione precedente          |
| ------------- | ------------------------ | ------------------------------------- | ---------------------------- |
| Amburgo       | HSV Amburgo              | O2 World                              | 4° in Handball-Bundesliga    |
| Balingen      | HBW Balingen-Weilstetten | Sparkassen-Arena e Porsche-Arena      | 14° in Handball-Bundesliga   |
| Berlino       | Füchse Berlino           | Max-Schmeling-Halle                   | 3° in Handball-Bundesliga    |
| Essen         | TUSEM Essen              | Sportpark Am Hallo                    | 2° in 2. Handball-Bundesliga |
| Flensburgo    | SG Flensburg-Handewitt   | Flens-Arena                           | 2° in Handball-Bundesliga    |
| Göppingen     | Frisch Auf Göppingen     | EWS Arena                             | 8° in Handball-Bundesliga    |
| Großwallstadt | TV Grosswallstadt        | f.a.n. frankenstolz arena             | 12° in Handball-Bundesliga   |
| Gummersbach   | VfL Gummersbach          | Eugen-Haas-Halle e Lanxess Arena      | 11° in Handball-Bundesliga   |
| Hannover      | TSV Hannover-Burgdorf    | Swiss Life Hall e TUI Arena           | 13° in Handball-Bundesliga   |
| Kiel          | THW Kiel                 | Sparkassen-Arena                      | Campione di Germania         |
| Lemgo         | TBV Lemgo                | Lipperlandhalle e Gerry Weber Stadion | 7° in Handball-Bundesliga    |
| Lubecca       | TUS Nettlestedt Lubecca  | Merkur Arena                          | 9° in Handball-Bundesliga    |
| Magdeburgo    | SC Magdeburgo            | GETEC Arena                           | 6° in Handball-Bundesliga    |
| Mannheim      | Rhein-Neckar Löwen       | SAP Arena                             | 5° in Handball-Bundesliga    |
| Melsungen     | MT Melsungen             | Rothenbach-Halle                      | 10° in Handball-Bundesliga   |
| Metzingen     | TV 1893 Neuhausen        | Hofbühlhalle                          | 3° in 2. Handball-Bundesliga |
| Minden        | GWD Minden               | Kampa-Halle                           | 1° in 2. Handball-Bundesliga |
| Wetzlar       | HSG Wetzlar              | Rittal Arena                          | 15° in Handball-Bundesliga   |

## Classifica
|                     | Pos. | Squadra               | Pt | G  | V  | N | S  | GF   | GS   | D    | Note / Qualificazioni                          |
| ------------------- | ---- | --------------------- | -- | -- | -- | - | -- | ---- | ---- | ---- | ---------------------------------------------- |
| Germania (bandiera) | 1.   | Kiel (C) (G)          | 61 | 34 | 30 | 1 | 3  | 1122 | 899  | +214 | Fase a gironi Champions League 2013-14         |
|                     | 2.   | Flensburg-Handewitt   | 54 | 34 | 25 | 4 | 5  | 1033 | 862  | +171 | Fase a gironi Champions League 2013-14         |
|                     | 3.   | Rhein-Neckar Löwen    | 54 | 34 | 25 | 4 | 5  | 965  | 850  | +115 | Fase a gironi Champions League 2013-14         |
|                     | 4.   | Füchse Berlino        | 51 | 34 | 24 | 3 | 7  | 976  | 892  | +84  | Fase preliminare Champions League 2013-14      |
|                     | 5.   | Amburgo               | 49 | 34 | 22 | 5 | 7  | 1035 | 944  | +91  | Fase preliminare Champions League 2013-14      |
|                     | 6.   | Hannover-Burgdorf     | 46 | 34 | 21 | 4 | 9  | 1021 | 1002 | +19  | 3º turno EHF Cup 2013-14                       |
|                     | 7.   | Wetzlar               | 37 | 34 | 17 | 3 | 14 | 996  | 975  | +21  |                                                |
|                     | 8.   | Magdeburgo            | 36 | 34 | 16 | 4 | 14 | 955  | 918  | +37  |                                                |
|                     | 9.   | Lemgo                 | 34 | 34 | 15 | 4 | 15 | 921  | 927  | -6   |                                                |
|                     | 10.  | Melsungen             | 33 | 34 | 14 | 5 | 15 | 945  | 947  | -2   |                                                |
|                     | 11.  | Frisch Auf Göppingen  | 32 | 34 | 15 | 2 | 17 | 950  | 905  | +45  |                                                |
|                     | 12.  | Nettlestedt Lubecca   | 28 | 34 | 13 | 2 | 19 | 961  | 988  | -27  |                                                |
|                     | 13.  | Balingen-Weilstetten  | 25 | 34 | 11 | 3 | 20 | 956  | 1019 | -63  |                                                |
|                     | 14.  | Minden (N)            | 18 | 34 | 6  | 6 | 22 | 880  | 1009 | -129 |                                                |
|                     | 15.  | Gummersbach           | 16 | 34 | 6  | 4 | 24 | 887  | 1018 | -131 |                                                |
|                     | 16.  | Großwallstadt         | 15 | 34 | 6  | 3 | 25 | 848  | 946  | -98  | Retrocesso in 2. Handball Bundesliga 2013-2014 |
|                     | 17.  | TV 1893 Neuhausen (N) | 15 | 34 | 7  | 1 | 26 | 885  | 1042 | -155 | Retrocesso in 2. Handball Bundesliga 2013-2014 |
|                     | 17.  | Essen (N)             | 8  | 34 | 3  | 2 | 29 | 870  | 1063 | -193 | Retrocesso in 2. Handball Bundesliga 2013-2014 |

Legenda:
- (C): Campioni in carica
- (G): Detentore Coppa di Germania
- (N): Neopromosse

## Campioni
| Campione di Germania 2012-2013 |
| ------------------------------ |
| THW Kiel 18º titolo            |

## Classifica marcatori
Di seguito viene riportata la classifica dei primi 3 miglior realizzatori del torneo.
| Pos. | Nazione              | Nome          | Club                   | Reti |
| ---- | -------------------- | ------------- | ---------------------- | ---- |
| 1    | Danimarca (bandiera) | Hans Lindberg | HSV Amburgo            | 235  |
| 2    | Danimarca (bandiera) | Anders Eggert | SG Flensburg-Handewitt | 221  |
| 3    | Danimarca (bandiera) | Morten Olsen  | TSV Hannover-Burgdorf  | 206  |